# 慈雲山車房爆炸案
2015年慈雲山車房爆炸案，是於2015年4月26日發生在香港九龍東黃大仙區慈雲山鳳凰新村環鳳街的一宗連環爆炸及三級火警，造成3人死亡、9人受傷。遇害者包括車房東主、一名的士司機和身處相鄰閣樓玻璃店的女東主，另外一名車房職員命危。

## 事件經過
2015年4月26日，位於黃大仙區慈雲山鳳凰新村環鳳街57號至65號永安樓（為一棟5層高唐樓，建於1971年）地下的一家車房的職員正為一輛石油氣的士維修時，發生爆炸。車房東主、一名的士司機和車房職員以及的士本身都被強大氣流推出街外，其後陷入火海，周遭濃煙冲天。另外亦有6輛停泊在街邊的私家車和的士都被波及，車頭起火及車窗玻璃損毀，街道散滿雜物，尤同廢墟。而位於車房對面的護老院的玻璃窗亦被波及震碎，有鋁窗被炸甩墜落在路面上，多名長者被飛彈的碎片割傷。期間，車房不斷傳出爆炸聲響，玻璃與雜物橫飛，警務人員不斷將封鎖範圍擴大，不過仍然有多名途人冒險走近火場攝影，由警務人員喝令及驅趕下離開現場。
指揮及控制中心於下午約3時40分接獲報告後，消防人員於5分鐘後趕抵現場，當時車房內繼續發生爆炸及火勢不斷向上蔓延，濃煙密佈周圍、飄散達百米高，消防處於下午4時11分將火災升為三級火警，調派更多人員趕達現場加入行動，包括煙火特遣隊及流動傷者治療車；至晚上6時28分，火災大致上被熄滅。於火災中，兩男一女死者分別為車房男東主胡漢偉（47歲）、一名男的士司機陳錦波（61歲）和車房相隔閣樓的寶光鏡業女東主伍靄霞（65歲），而7男2女傷者年齡介乎23至85歲，當中6人（其中車房職員危殆）需要留在醫院接受治理，其餘3人經敷藥後出院，期間安老院院友需要完全疏散。

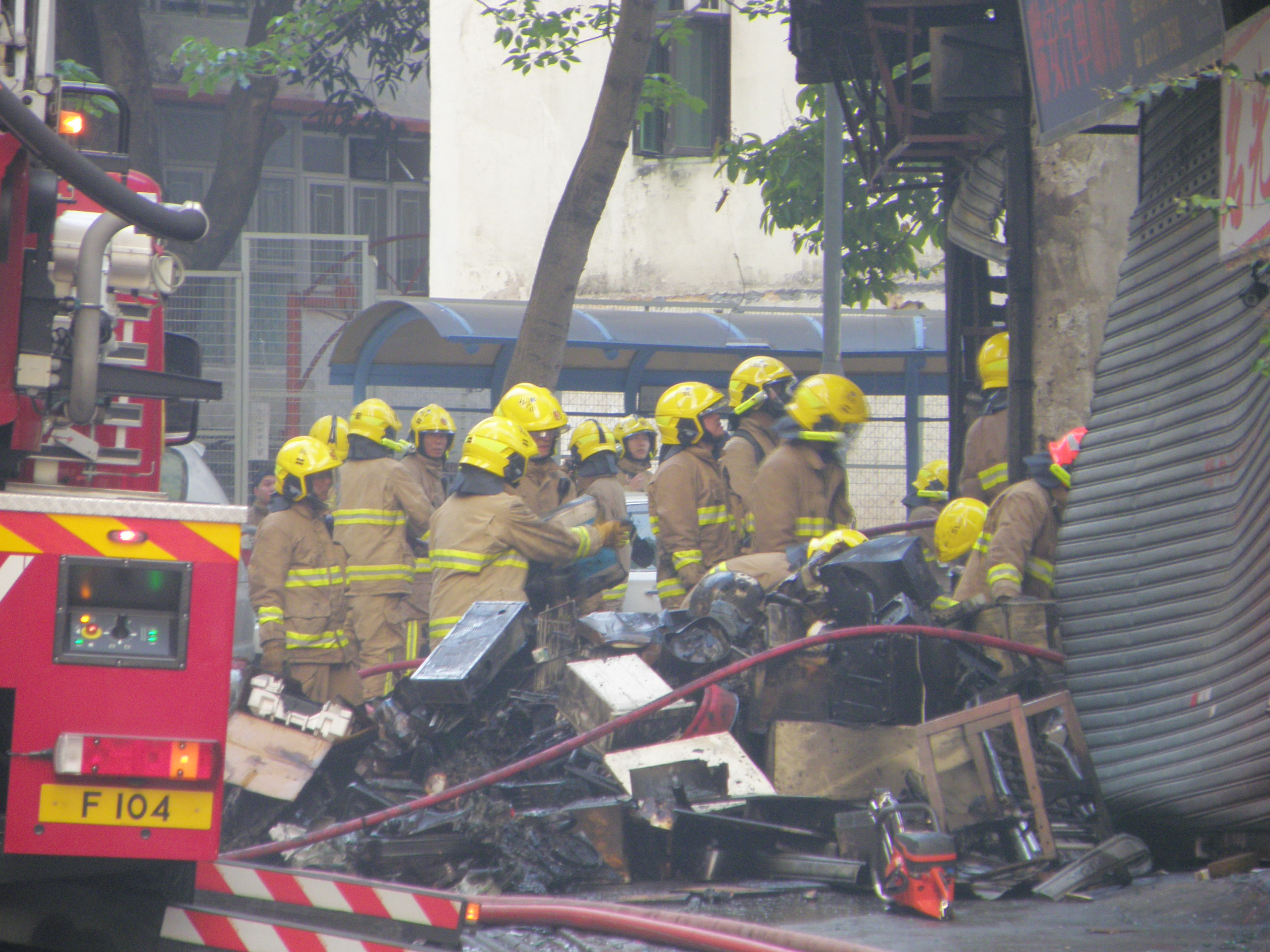
消防移出車房內雜物，以便搜救
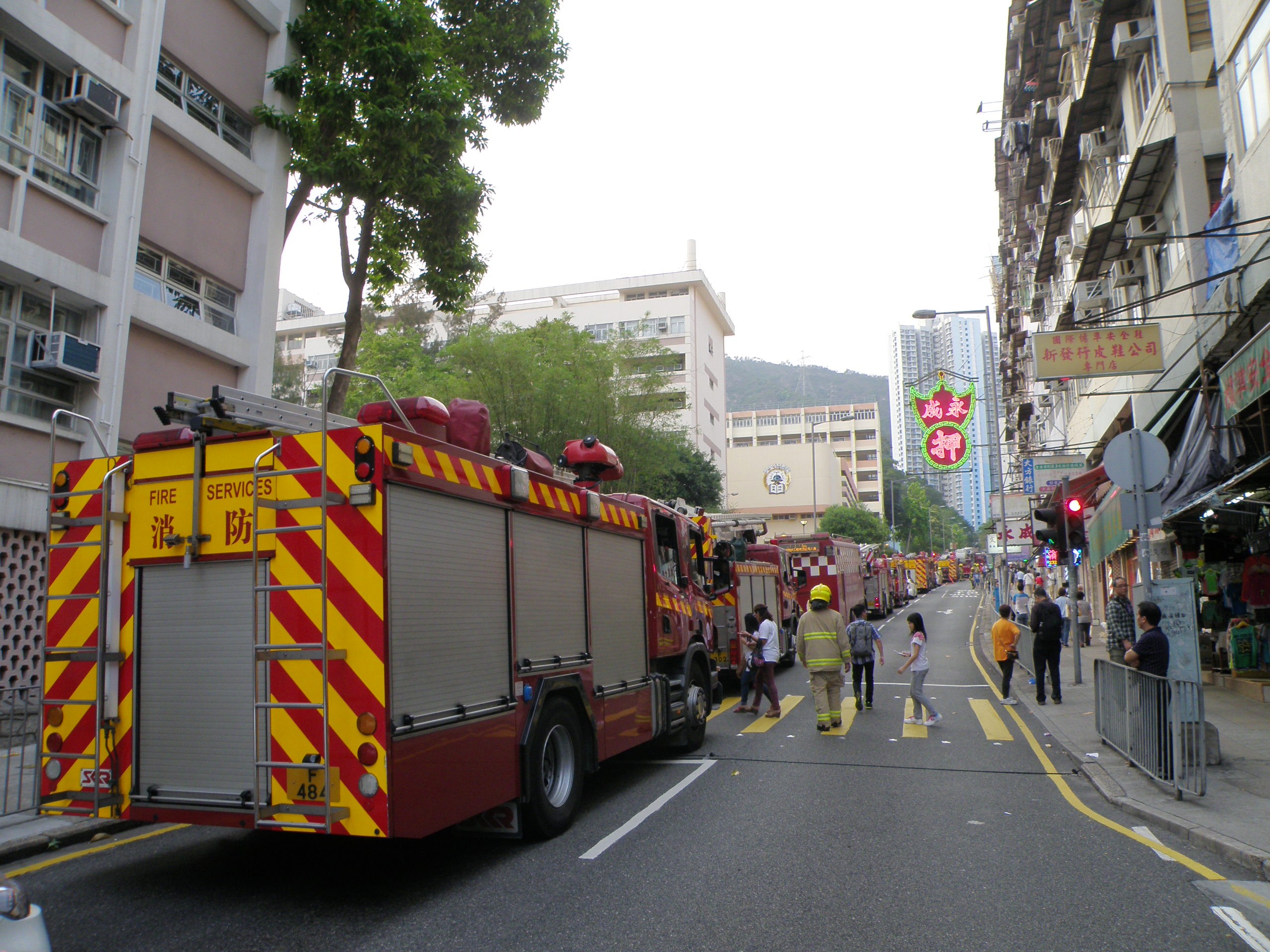
由於火警被升為三級，大量消防車趕至增援，泊滿附近的雙鳳街
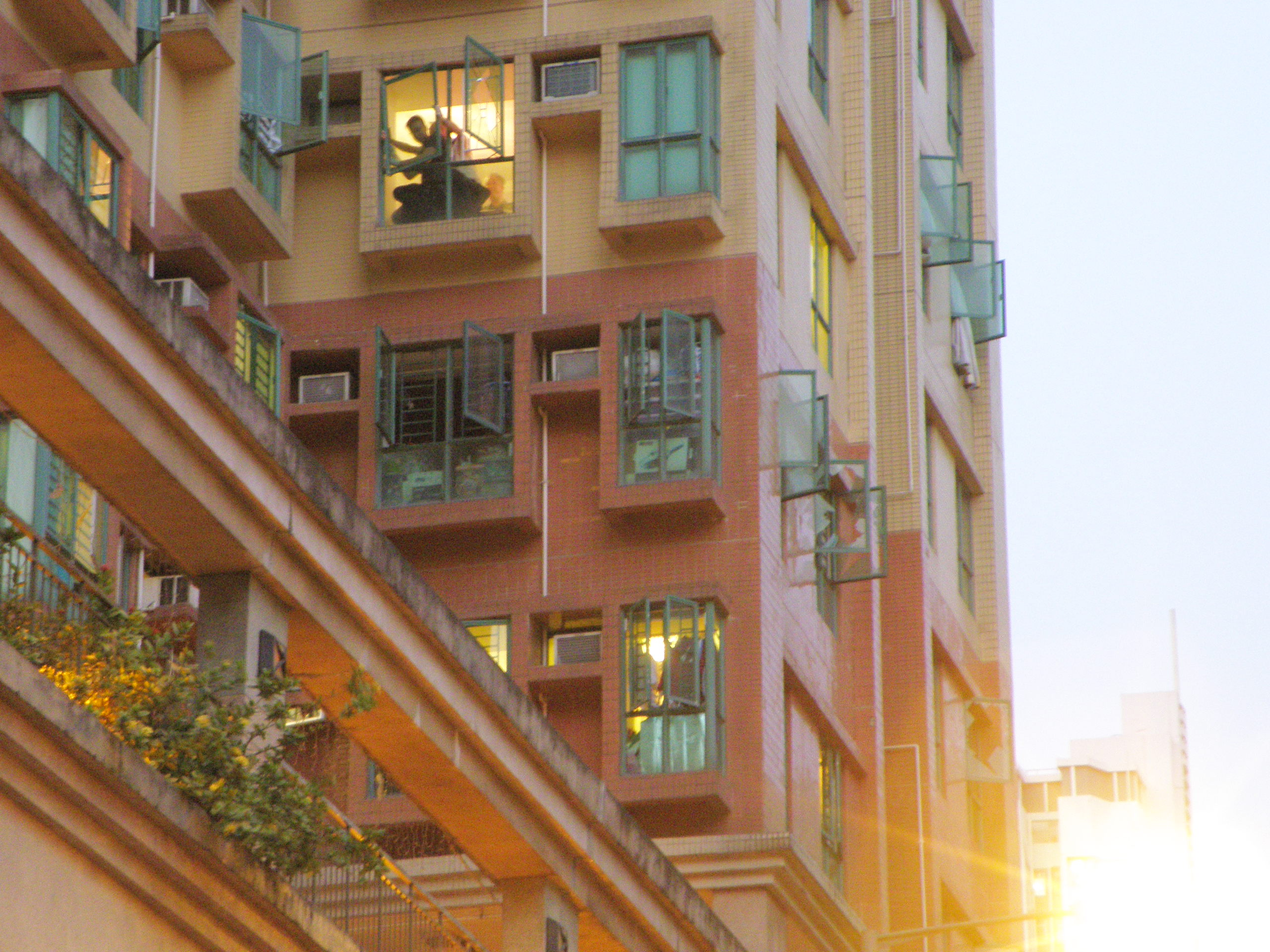
怡庭居低層單位玻璃窗損毀嚴重，工程人員將搖搖欲墜的窗框拆回室內
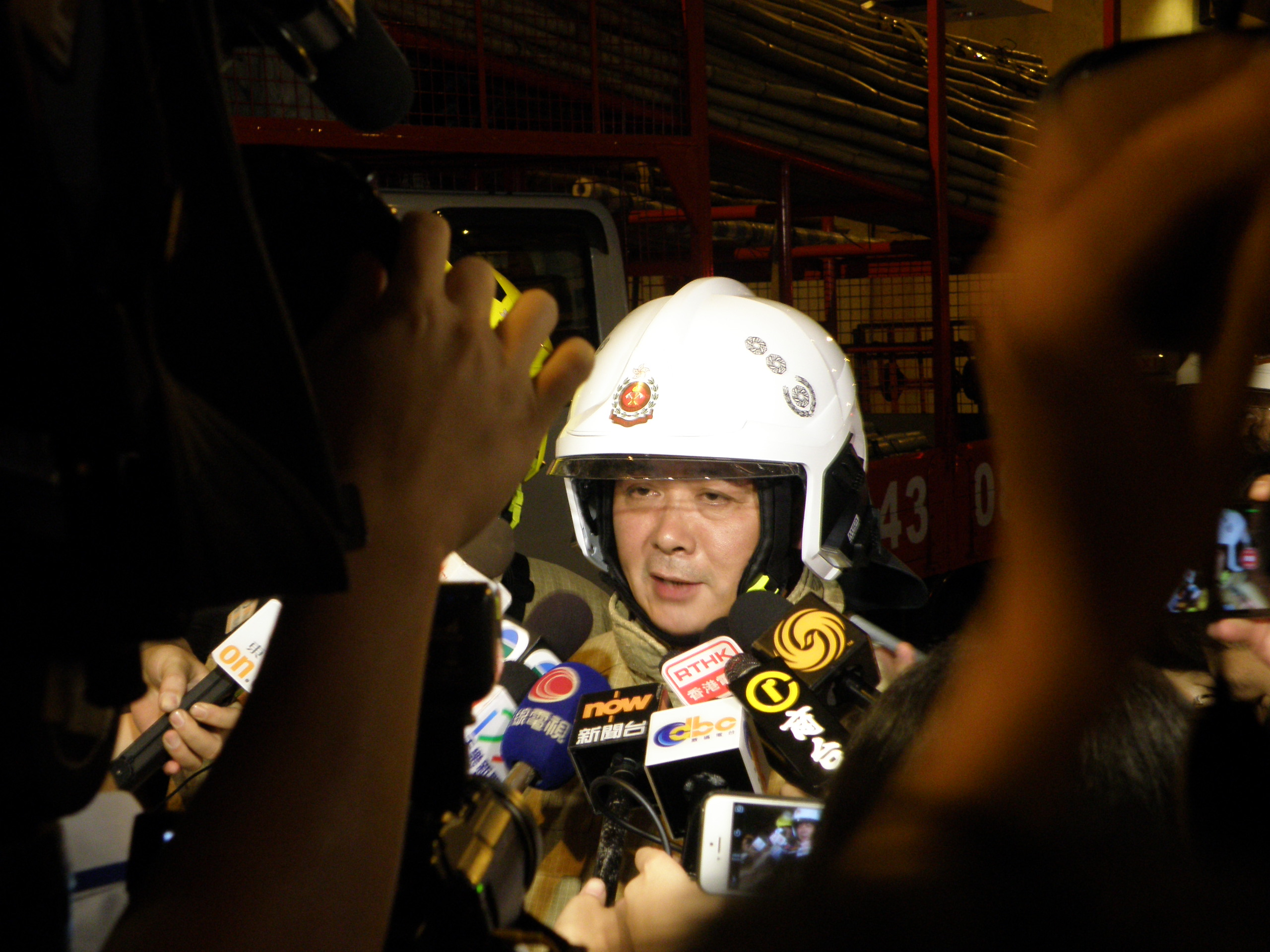
消防副總長江炳林表示，消防處合共出動4條喉及8支煙帽隊，將會在副總長領導下成立專案調查小組調查火災起因及造成多人傷亡的原因
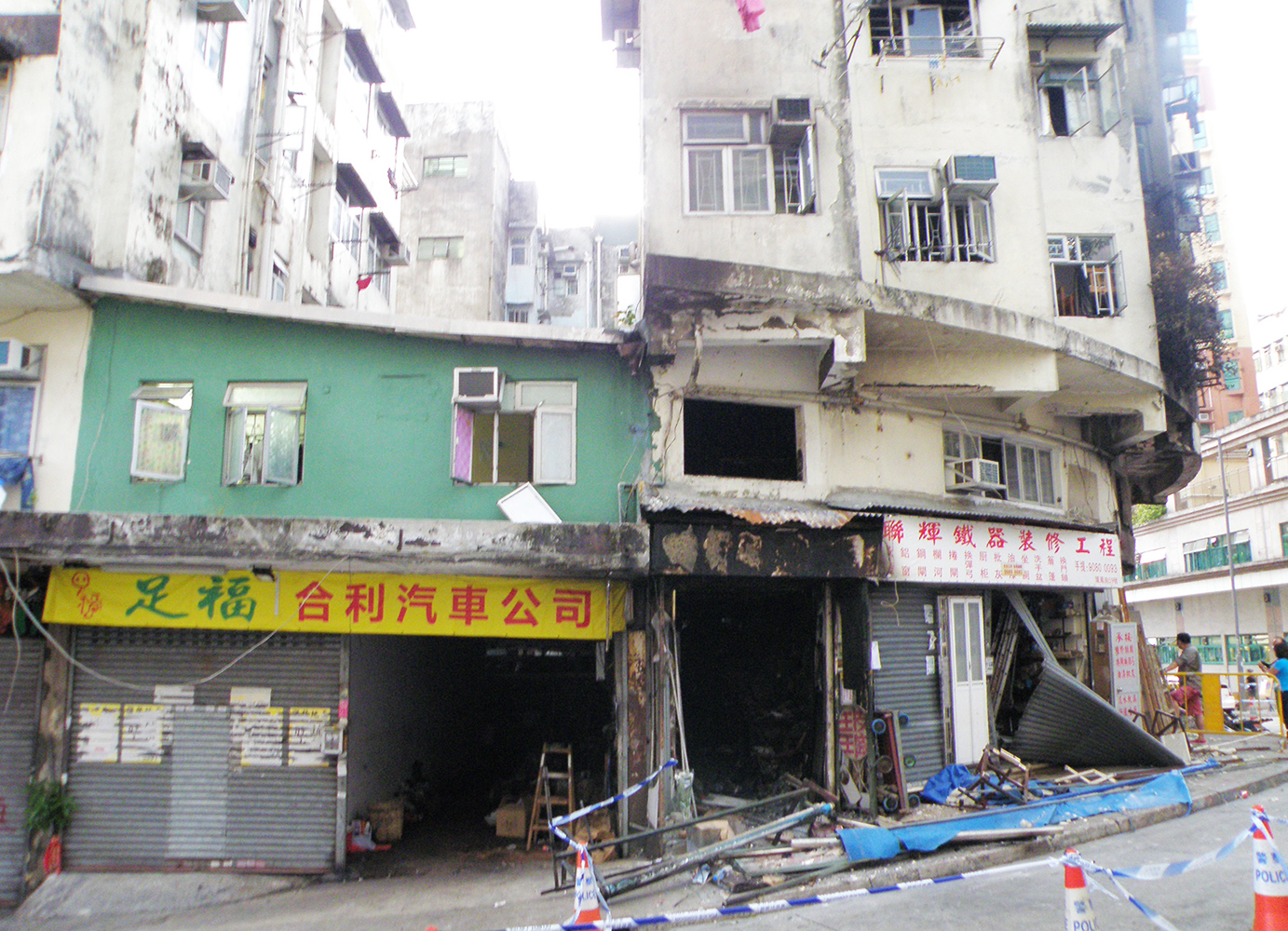
其中一名死者為寶光玻璃鏡業（圖中合利汽車及聯輝鐵器之間的舖位）女東主，大火時被隔一個舖位的事發車房波及，因行動不便無法逃生而被燒焦

## 事後
火災被撲源後，爆炸品處理課、火警調查組及政府化驗所等均派遣人員抵達現場調查事故；坍塌搜救專隊亦有抵達現場戒備，以防樓宇建築受到影響而有坍塌情況。另外，亦有維修人員為受到影響的居民的住宅修補窗戶。但有媒體報道，事隔五個月現場仍然是廢墟一樣，無水無電。業主想透過市建局收購，但地盤面積不夠700平方米，曾找旁邊大廈合併申請，但失敗告終。永安樓居民批評政府沒有伸出援手，任由他們自生自滅。

## 回應

### 行政長官
事發當日，行政長官梁振英正外訪馬來西亞吉隆坡，他形容今次為一宗不幸事件，當局將會全力搶救傷者，並且徹查火警原因；他又祝願傷者早日康復。

### 消防處
消防副總長江炳林表示，消防處合共出動4條喉及8支煙帽隊，將會在副總長領導下成立專案調查小組調查火災起因及造成多人傷亡的原因。他指出，車房閣樓及旁邊唐樓樓梯因為遭受猛烈爆炸而倒塌，車房內有大量雜物及汽車零件，樓宇亦有僭建物，增加救援難度。消防人員在升降台及雲梯協助下進入大廈單位搜救，救下多名被困住客。

### 其他
黃大仙警區助理指揮官張凱欣表示，受到火災影響，爆炸現場鄰近的環鳳街、銀鳳街、雙鳳街、鳴鳳街及崇華街未能夠解除封鎖。她又指出，在現場疏散了123人，當中包括附近99名護老院長者居民。現場亦有7架車輛被爆炸所波及，嚴重損毀。案件由黃大仙警區重案組第一隊調查，並且已經成立跨部門小組（包括機電工程署、屋宇署及政府化驗所等等。），調查是次事件是純屬意外、抑或涉及刑事因素。
屋宇署發言人表示，將會派員進入肇事大廈及車房內進行視察，發現上述車房和旁邊通往上層單位的樓梯以及車房毗鄰的地舖在火災中受到嚴重損毀，不過有關樓宇的整體結構並無明顯危機，然而有關樓宇將會繼續封閉，以便人員於翌日作進一步勘察及評估是否需要進行緊急工程。

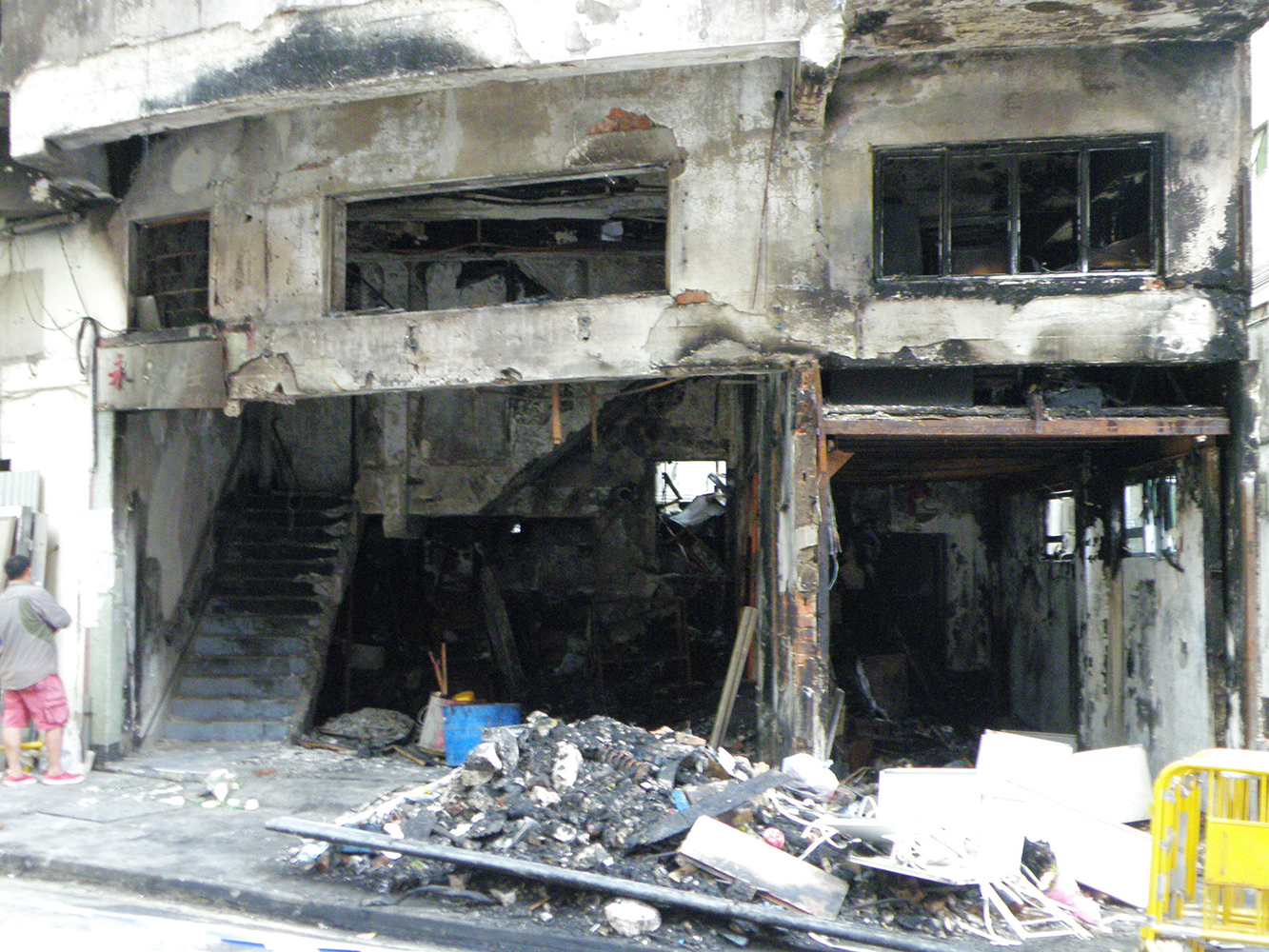
事發車房損毀情況，左邊永安樓鐵閘及樓梯之牆身被炸毀
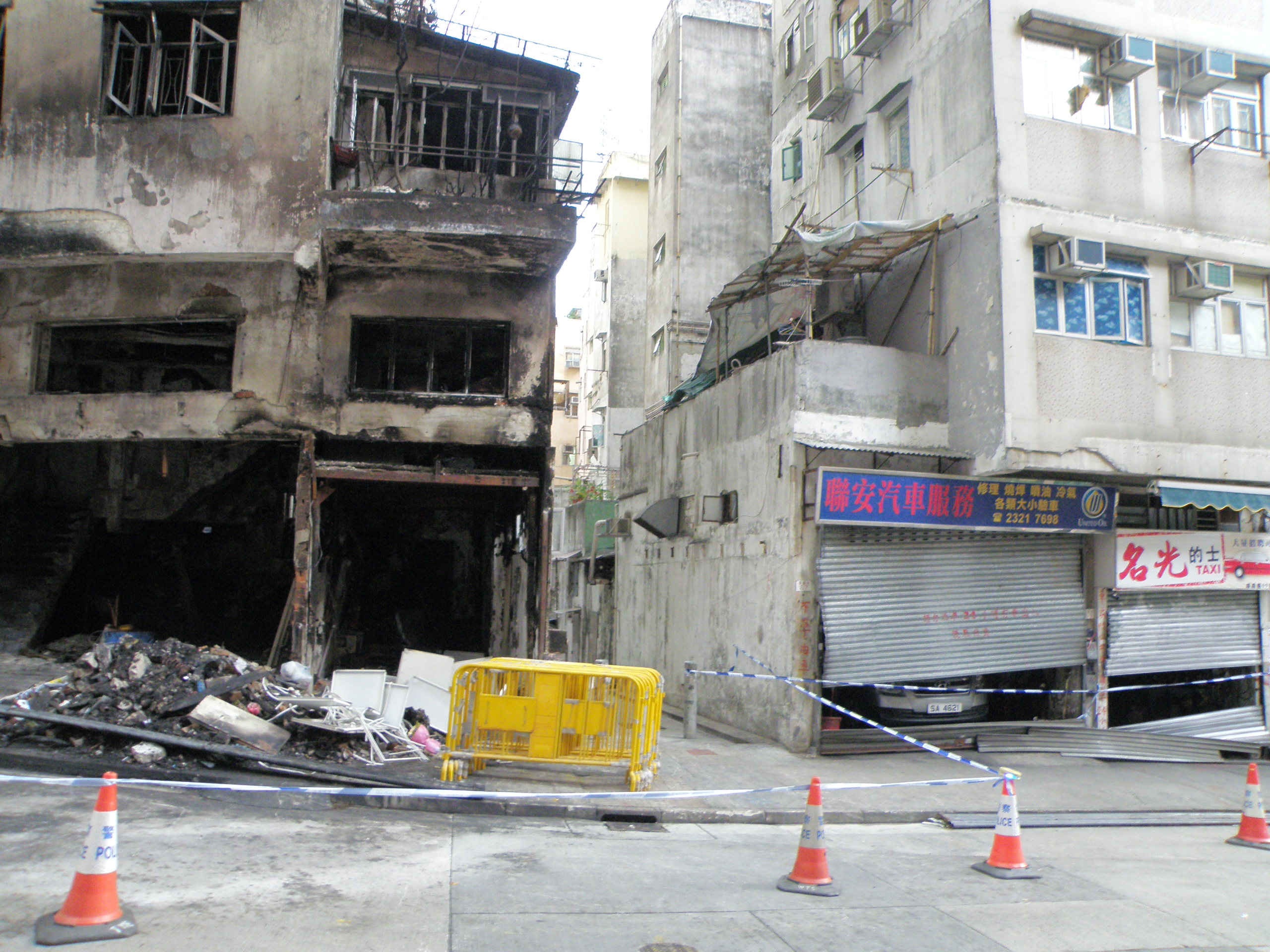
受車房爆炸氣流波及，旁邊大廈地舖捲閘受損
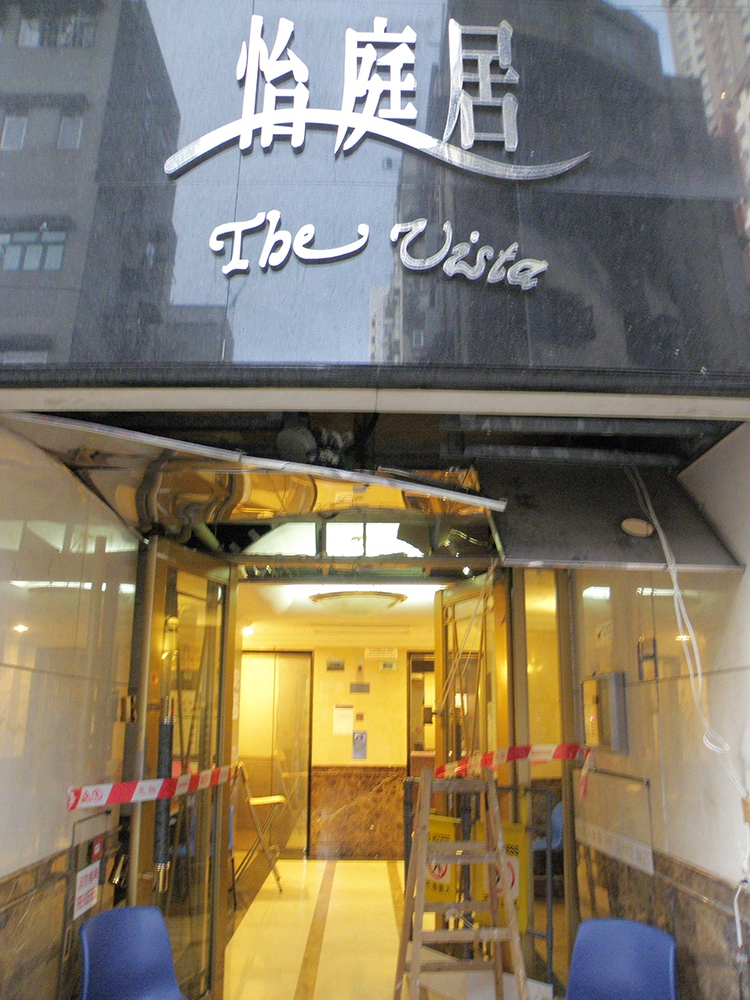
爆炸威力亦導致怡庭居大堂天花受損
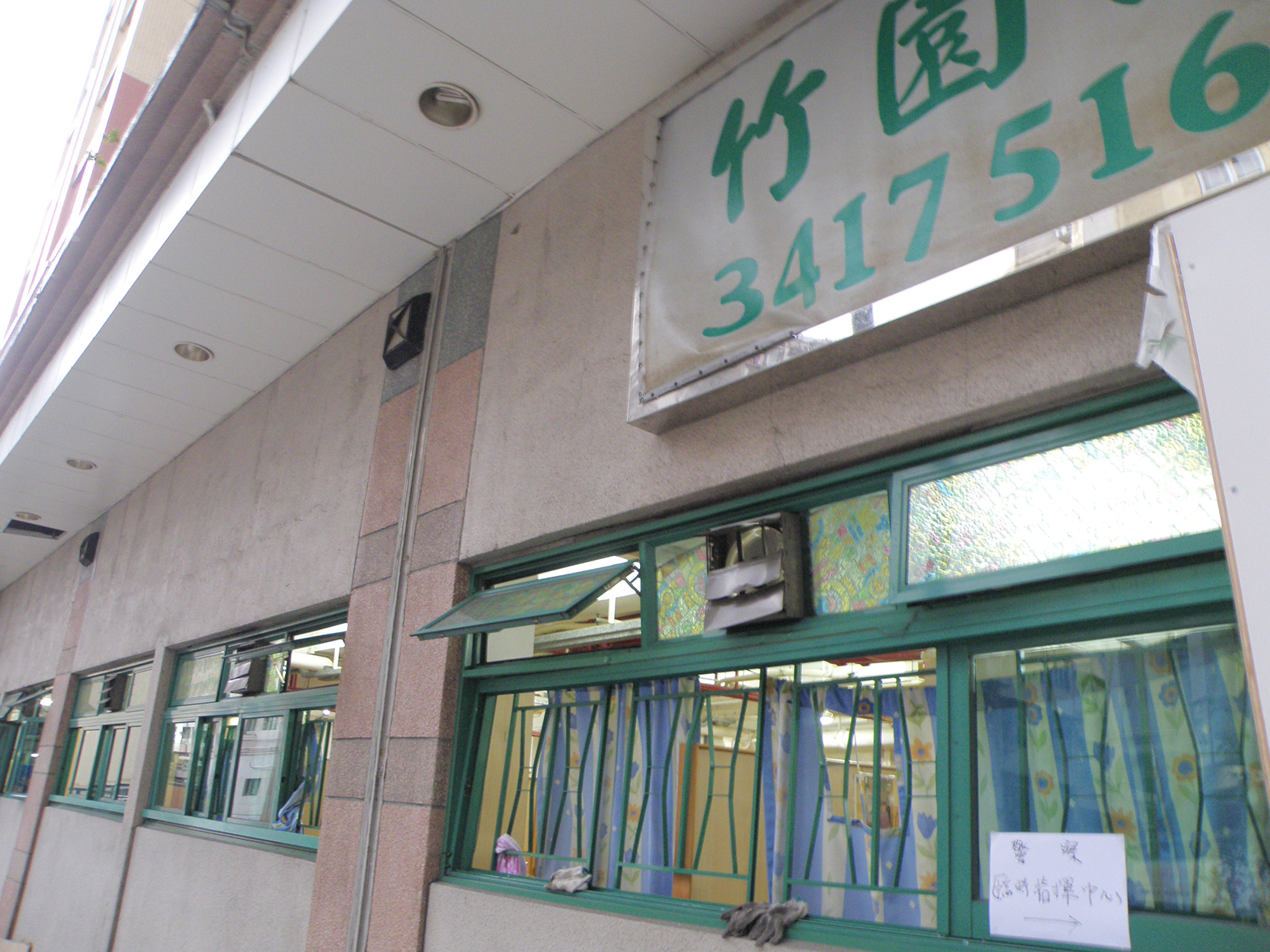
位於怡庭居地舖的「竹園護老院」部份玻璃窗碎裂
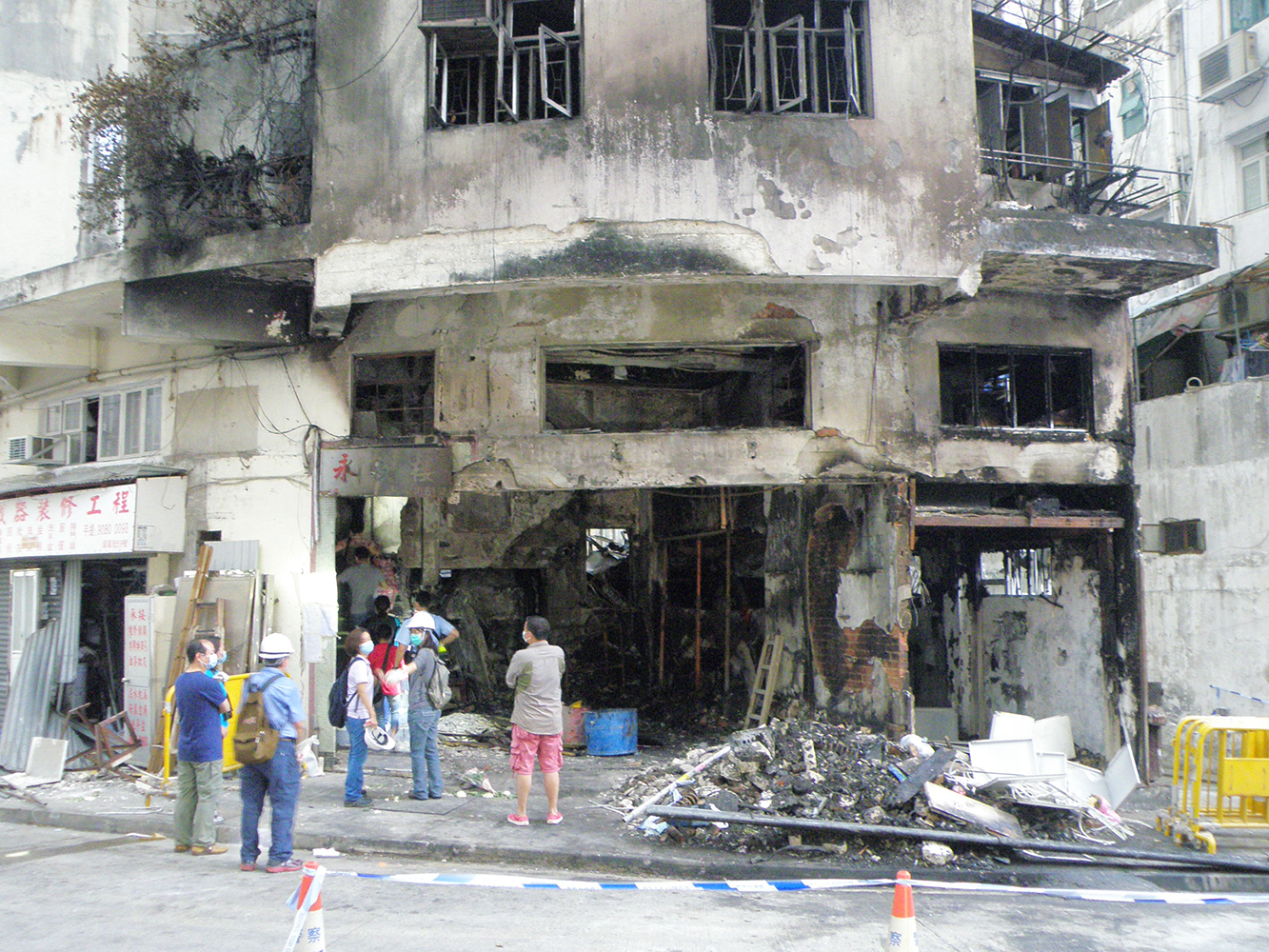
事發後7日，當局讓封閉中永安樓的居民短暫上樓收拾物件